# 李先猷
李先猷（1943年3月—2020年11月3日），男，哈尼族，云南元江人，中华人民共和国政治人物，曾任云南省政协副主席，第八届全国人大代表。

## 生平
1964年9月，在中央民族学院汉语系学习；1968年9月，在弥勒0274部队农场劳动锻炼；1970年3月，在丘北县革委会宣传组工作；1970年7月起，先后在丘北县一中、个旧市一中任教。1983年10月，出任红河州教育局副局长、局长。1985年1月，加入中国共产党。1986年5月，任红河州绿春县代县长、县长。1988年5月，任红河州委副书记、州长。1993年2月起，历任云南省人大教科文卫委员会副主任（正厅级）、环境与资源委员会主任。1998年2月，历任云南省教委副主任、云南省教育厅副厅长。2002年1月，任云南省人大常委会委员。2003年1月，任政协云南省第九届委员会副主席。2009年7月退休。2020年11月3日，在昆明逝世，享年77岁。